# ミドルタウン・マンスフィールズ
ミドルタウン・マンスフィールズ（Middletown Mansfields）は、アメリカ合衆国コネチカット州ミドルタウンを本拠地とし、1872年にナショナル・アソシエーションに加盟していたプロ野球チーム。

## 球団史
南北戦争後の1866年に、コネチカット州ミドルタウンにあった、ダグラス社の工場従業員を中心としたアマチュアの野球チームとして創設される。ニックネームは南北戦争の英雄であるジョセフ・マンスフィールド将軍にあやかったものであった。1870年頃にはコネチカット有数のアマチュアクラブになっていた。
1872年、球団マネージャーのベン・ダグラスは、当時最強を誇ったプロ野球球団であるボストン・レッドストッキングスとの対戦をミドルタウンで実現する交渉を行う。しかしレッドストッキングスのマネージャーをしていたハリー・ライトは、対戦の前提としてマンスフィールズのナショナル・アソシエーションへの加盟を促し交渉は難航、結局ダグラスがプロリーグへの加盟を申請し、マンスフィールズは当時のプロ野球リーグの中で最も小さな街をフランチャイズとするプロ球団となった。
しかし加盟当初から懸念されていた運営体制の弱さがすぐ表面化し、当初の予定を消化しきれないまま、8月14日の試合を最後にチームは破綻した。

## 戦績
| 年度   | リーグ | 試合 | 勝利 | 敗戦 | 勝率 | 順位 | 監督             | 本拠地                 |
| ------ | ------ | ---- | ---- | ---- | ---- | ---- | ---------------- | ---------------------- |
| 1872年 | NA     | 24   | 5    | 19   | .208 | 8位  | ジョン・クラップ | Mansfield Club Grounds |

## 所属した主な選手
- ジム・オルーク：同球団でプロデビュー。後にアメリカ野球殿堂入りする。
- エイサ・ブレイナード：ワシントンから移籍してきたが、ミドルタウンでは0勝2敗に終わった。

## 主な球団記録
- チーム最多安打：42（ティム・マーネン）
- チーム最多打点：15（ジム・ティッパー）
- チーム最多勝利：3（フランク・バタリー）